# Віттмар
Віттмар (нім. Wittmar) — громада в Німеччині, розташована в землі Нижня Саксонія. Входить до складу району Вольфенбюттель. Складова частина об'єднання громад Ельм-Ассе.
Площа — 4,65 км2. Населення становить 1089 ос. (станом на 31 грудня 2021).

## Галерея

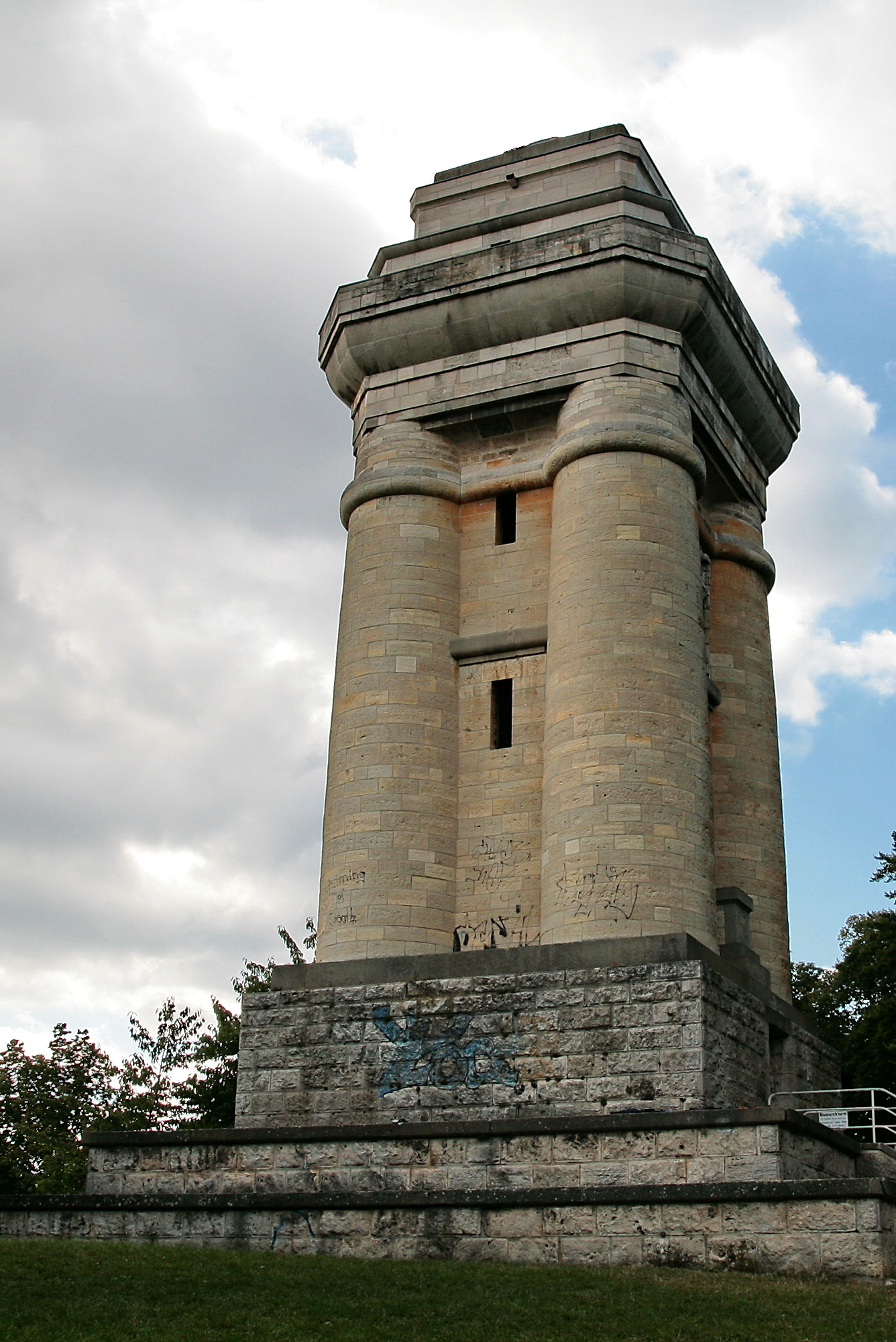
hochkant
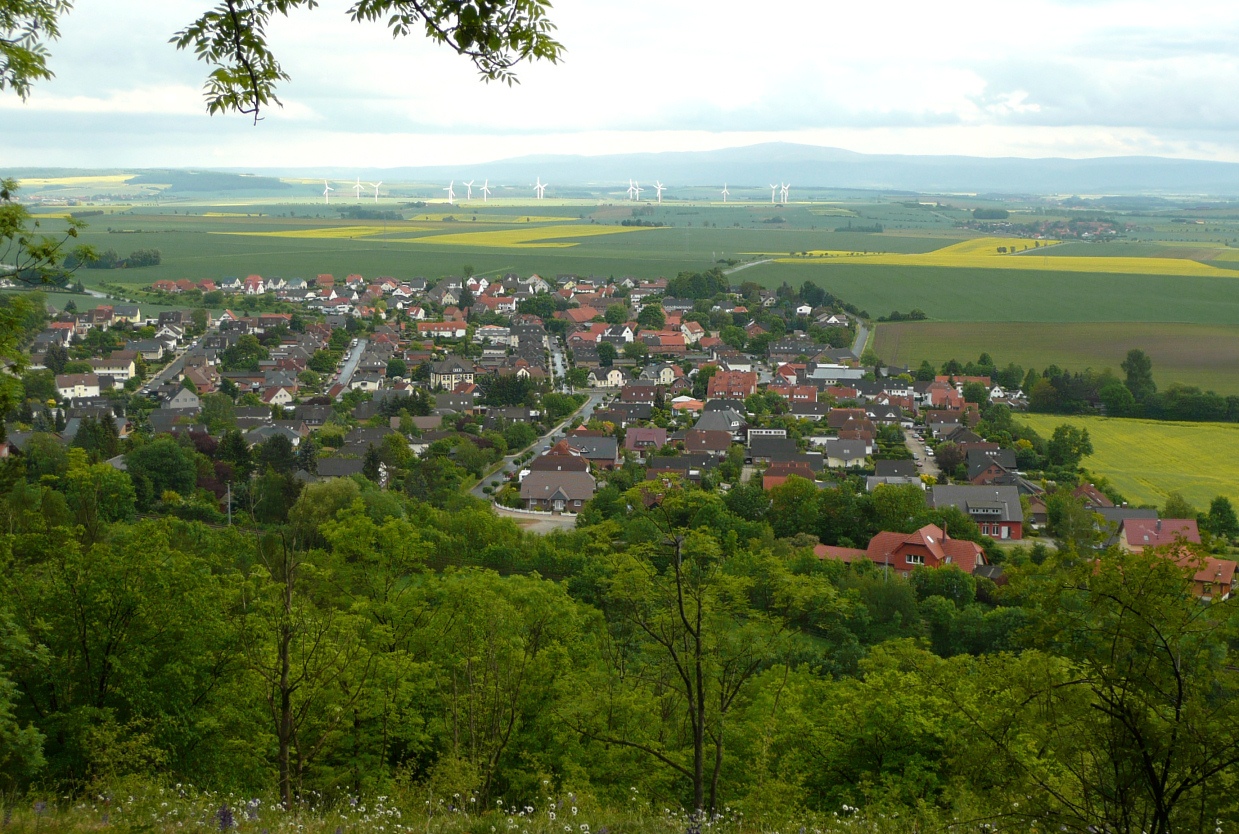